# یواس‌اس مید (دی‌دی-۶۰۲)
یواس‌اس مید (دی‌دی-۶۰۲) (به انگلیسی: USS Meade (DD-602)) یک کشتی بود که طول آن ۳۴۸ فوت ۴ اینچ (۱۰۶٫۱۷ متر) بود. این کشتی در سال ۱۹۴۲ ساخته شد.